# Honoriusz II
Honoriusz II (łac. Honorius II, właśc. Lamberto; ur. w Bolonii, zm. 13 lutego 1130 w Rzymie) – papież w okresie od 21 grudnia 1124 do 13 lutego 1130.

## Życiorys

### Wczesne życie
Lamberto pochodził z Bolonii z ubogiej rodziny. Współczesne źródła nie podają żadnego nazwiska rodowego. Począwszy od XVI wieku przypisywana mu jest przynależność do szlacheckich rodów Fagnano, Scannabecchi lub Toschi, co jednak kłóci się z wcześniejszymi, dwunastowiecznymi przekazami wskazującymi, że jego rodzina należała do plebsu. Z kolei podawana niekiedy informacja, że urodził się w zamku Fiagnano koło Imoli oparta jest na treści sfałszowanego przywileju odpustowego, którego miał udzielić tej miejscowości Honoriusz II, podczas gdy współczesne mu źródła jednogłośnie podają, że pochodził z Bolonii. Za błędną należy uznać także hipotezę o jego przynależności do kanoników regularnych S. Maria di Reno. Pierwotnym źródłem tej informacji jest notka obituarna w nekrologu kanoników S. Maria di Reno. Nekrolog ten zawiera jednak liczne interpolacje i dodatki z późniejszych stuleci, a sama wspólnota w S. Maria di Reno powstała prawdopodobnie dopiero w latach 1130–1136.
Lambert był początkowo archidiakonem w swoim rodzinnym mieście. Najpóźniej w roku 1116 papież Paschalis II mianował go kardynałem biskupem Ostii. Reprezentował papieża Kaliksta II w czasie rozmów z cesarzem Henrykiem V, zakończonych podpisaniem konkordatu w Wormacji. Jego podpis widnieje na ponad dwudziestu bullach papieskich datowanych między 20 kwietnia 1117 a 1 czerwca 1124.
Wybór Lamberta na papieża nastąpił w czasie walk między rodzinami Pierleonich i Frangipanich. Większość kardynałów wybrała na papieża kardynała Teobaldo Buccapecusa – Celestyna II; gdy przygotowywano się do koronacji, rodzina Frangipanich, wraz z kanclerzem Kościoła rzymskiego, Aymericiem wybrała na papieża kard. Lamberta, biskupa Ostii. Przybrał on imię Honoriusz II. Celestyn II uznał się za pokonanego, nie chcąc doprowadzić do schizmy zrezygnował z przyjęcia godności następcy św. Piotra, pozostawił papieskie insygnia i zrezygnował z ubiegania się o urząd biskupa Rzymu. 21 grudnia zrezygnował także z godności Honoriusz II, który jednak tego samego dnia został przez zgromadzenie kardynałów powtórnie wybrany na papieża i intronizowany.

### Pontyfikat
Papież dążył do zachowania pokoju z cesarzem, mając za podstawę prawa ustalone w Wormacji. Jednak w 1125 roku poparł Lotara III jako kandydata do tronu niemieckiego, a w trzy lata później rzucił klątwę na jego rywala, Konrada III i biskupa Anzelma. Jego politykę zewnętrzną charakteryzował też spór z Normanami, którzy zajęli południową Italię. Honoriusz starał się zebrać sojuszników i zbrojnie odebrać zabraną ziemię, jednak do tego nie doszło. Z tego powodu, papież musiał podpisać w Benewencie pakt, oddający w lenno Rogerowi II Apulię w 1128 roku. Zawarł także pokój z Rawenną, gdzie od dawna popierany był antypapież Grzegorz VIII.
Popierał kanoników regularnych, gdyż uważał, że są oni równie dobrze przygotowani do służby liturgicznej, jak do pracy duszpasterskiej. Takie zadania postawił przed zakonem premonstratensów, Norbertanów założonych w 1120 r. przez Norberta z Xanten, który łączył kontemplacyjne życie zakonne z aktywnością kaznodziejską i duszpasterską. Na synodzie w Troyes w styczniu 1129 r. poprzez swojego legata Mateusza z Albano zaaprobował regułę zakonu templariuszy. Z drugiej strony był skonfliktowany z tradycyjnymi ośrodkami monastycznymi, m.in. w 1126 ekskomunikował i złożył z urzędu opata Oderisio di Sangro z Monte Cassino.
Honoriusz II ciężko zachorował w styczniu 1130 r. Kardynał Aymeric de la Chatre, kanclerz Świętego Kościoła Rzymskiego przewidując, że po śmierci papieża Honoriusza II dojdzie do walk o tron papieski, umieścił go w ufortyfikowanym klasztorze św. Grzegorza na wzgórzu celiańskim w Rzymie. Honoriusz zmarł 13 lutego 1130 roku, w nocy; pochowano go na terenie klasztoru i przystąpiono natychmiast do elekcji nowego papieża. Po wyborze na papieża Innocentego II ciało Honoriusza II przeniesiono do bazyliki św. Jana na Lateranie.